# 阿蘇神社
阿蘇神社（あそじんじゃ）は、九州中央部、熊本県阿蘇市にある神社。古くは「阿蘓神社」とも記した（銘板が現存する）。
式内社（名神大社1社、小社1社）、肥後国一宮。旧社格は官幣大社で、現在は神社本庁の別表神社。全国に約450社ある「阿蘇神社」の総本社である。古代からの有力氏族である阿蘇氏が大宮司を務め、現在も末裔である阿蘇惟邑が大宮司を務める。

## 概要
熊本県北東、阿蘇山の北麓に鎮座する。全国的にも珍しい横参道で、参道の南には阿蘇火口、北には国造神社が位置していると言われている。中世の戦国期に肥後中部で勢力を誇示していた阿蘇氏と縁の深い神社である。現在の大宮司（代表役員）は阿蘇惟邑。

## 祭神

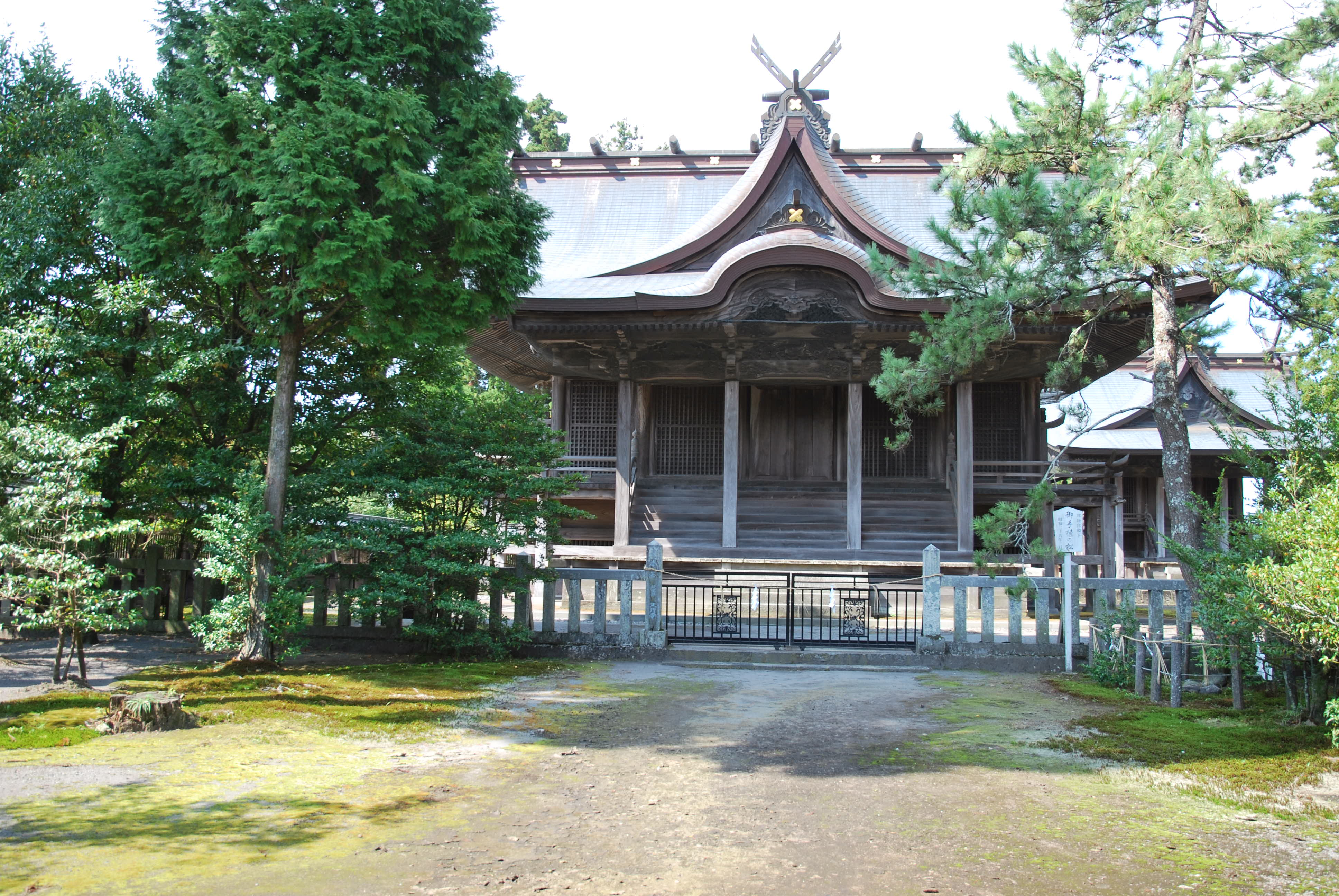
一の神殿（国の重要文化財、2012年10月）

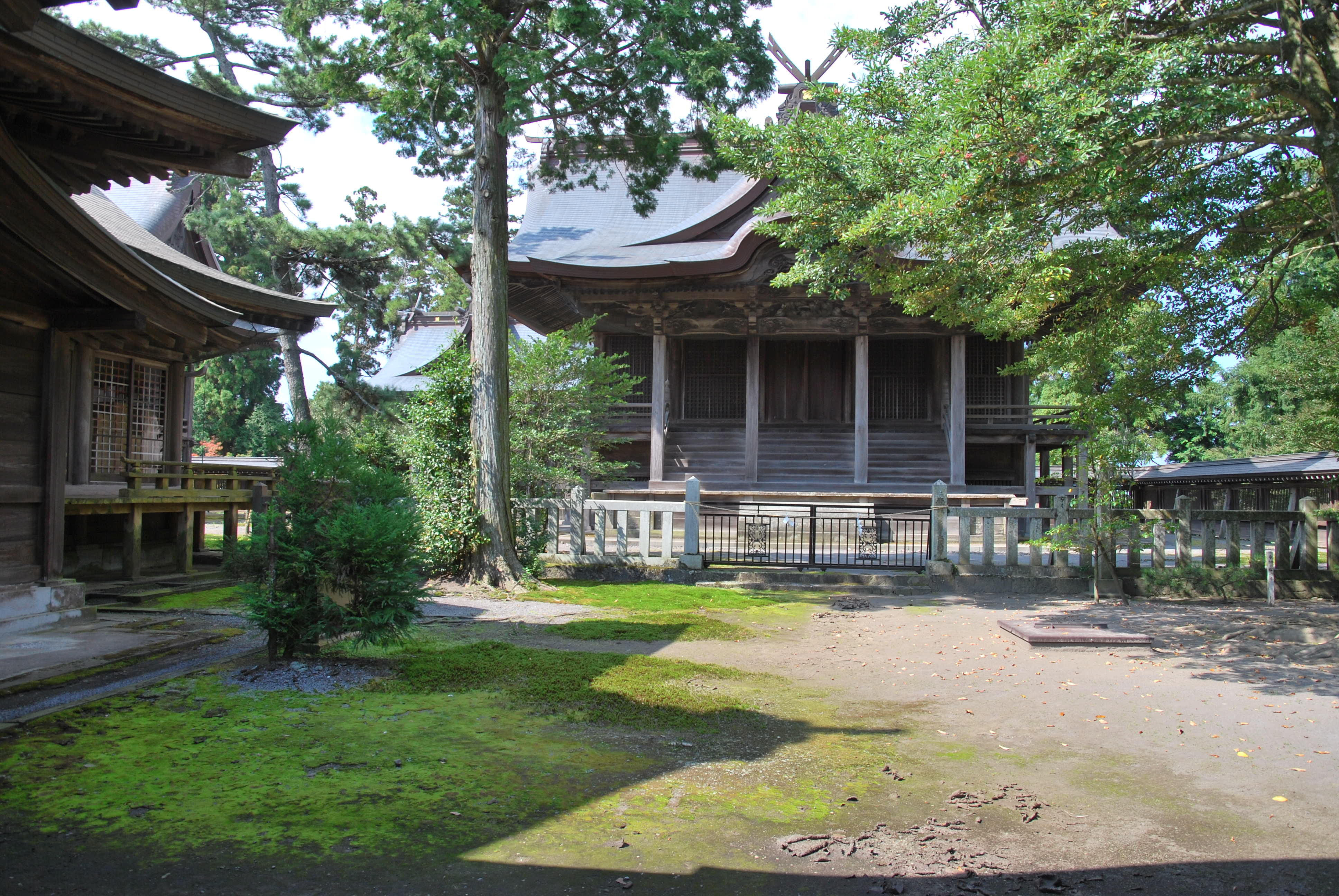
二の神殿（国の重要文化財、2012年10月）

以下の12柱の神を祀り、阿蘇十二明神と総称される。
一の神殿（左手、いずれも男神）
- 一宮：健磐龍命（阿蘇都彦命） - 神武天皇の孫。たけいわたつのみこと。
- 三宮：國龍神 （吉見神・彦八井神） - 二宮の父、神武天皇の子。くにたつのかみ。
- 五宮：彦御子神 （阿蘇惟人） - 一宮の孫。阿蘇大宮司家につながる。ひこみこのかみ。
- 七宮：新彦神 - 三宮の子。にいひこのかみ。
- 九宮：若彦神 - 七宮の子。阿蘇神社社家につながる。わかひこのかみ。

二の神殿（右手、いずれも女神）
- 二宮：阿蘇都比咩命 - 一宮の妃。三宮の娘。あそつひめのみこと。
- 四宮：比咩御子神 - 三宮の妃。ひめみこのかみ。
- 六宮：若比咩神 - 五宮の妃。わかひめのかみ。
- 八宮：新比咩神 - 七宮の娘。にいひめのかみ。
- 十宮：彌比咩神 - 七宮の妃。やひめのかみ。

諸神殿（最奥、いずれも男神）
- 十一宮：速瓶玉神 （國造神） - 一宮の子。国造本紀によれば、初代阿蘇国造に任命された。はやみかたまのみこと。
- 十二宮：金凝神 - 一宮の叔父。綏靖天皇を指す。皇統につながる。かなこりのかみ。

その他
- 全国式内社祭神 3132座

## 歴史

### 概史
孝霊天皇（第7代）9年6月、健磐龍命の子で、のちに初代阿蘇国造となる速瓶玉命（十一宮）が、両親を祀ったのに始まると伝える。阿蘇神社大宮司を世襲し、この地方の一大勢力となっていた阿蘇氏は、速瓶玉命の子孫と称している。
国史では、「健磐竜命神」および「阿蘇比咩神」に対する神階奉叙の記事が見え、健磐竜命神は天安3年（859年）に正二位勲五等、阿蘇比咩神は貞観17年（875年）に従三位までそれぞれ昇叙された。
延長5年（927年）に成立した『延喜式神名帳』では、肥後国阿蘇郡に「健磐龍命神社 名神大」および「阿蘇比咩神社」と記載され、健磐龍命神は名神大社に、阿蘇比咩神は式内小社に列している。
中世以降は肥後国一宮とされて崇敬を受け、広大な社領を有していたが、羽柴秀吉（豊臣秀吉）の九州平定の際に社領を没収された。その後、改めて天正15年（1587年）に300町の社地が寄進され、さらに、領主となった加藤清正、熊本藩主として入国した細川氏によって、社領の寄進、社殿の造修が行われた。
明治4年5月14日（1871年7月1日）、近代社格制度において国幣中社に列し、1890年（明治23年）に官幣中社、1914年（大正3年）に官幣大社に昇格した。1931年（昭和6年）11月17日、陸軍特別大演習参加後の昭和天皇が県内を巡幸。阿蘇神社も行幸先の一つとなる。

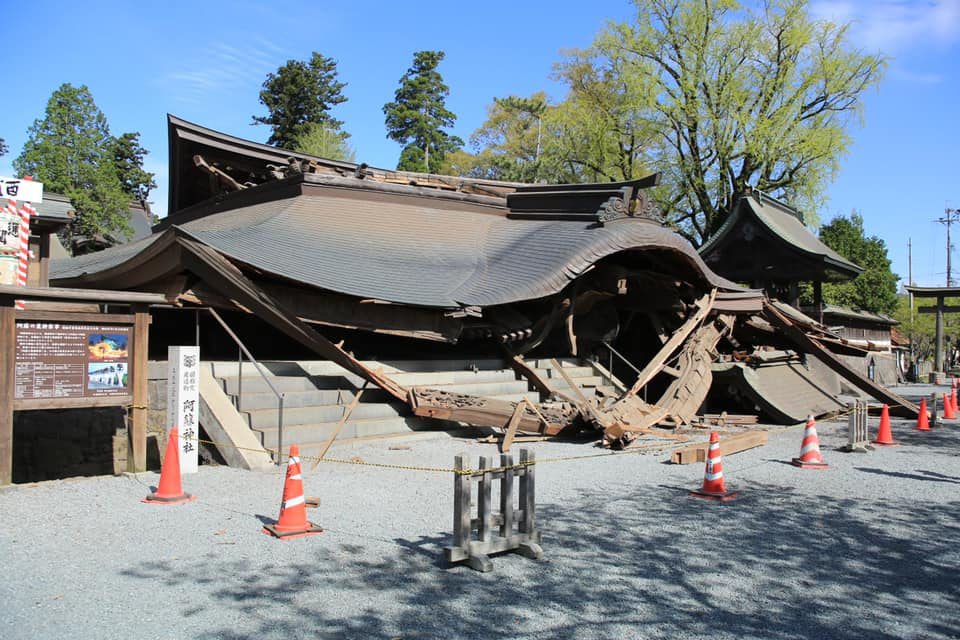
熊本地震により被災した阿蘇神社

2016年（平成28年）4月16日に発生した熊本地震により、楼門と拝殿が全壊、境内の3箇所の神殿も損壊した。神社では、国、熊本県、阿蘇市の補助により2016年（平成28年）7月15日から「重要文化財阿蘇神社一の神殿ほか5棟保存修理工事（災害復旧）」として復旧工事を開始。神殿3箇所は2019年（平成31年）3月に復旧工事が完了、拝殿は2021年（令和3年）7月に再建、楼門は2023年（令和5年）12月7日に竣工祭が挙行され、主要社殿の復旧工事は完了した。その後も塀や排水施設など周辺施設の工事を進め、2024年（令和6年）12月20日には楼門わきの透塀（すきべい）と御札所の竣工祭を挙行。地震から8年8カ月を経て、約25億円の総事業費をかけた復旧工事は全て完了した。

### 神階
※表記内容は、左から順に、(1) 和暦での日付、(2) 西暦（ユリウス暦）換算での日付（丸括弧内）、(3) 神階（例：従四位下）と勲位・勲等（例：勲五等）（※リンク先は参考となる人間の位階と勲位・勲等）、あれば添え書き、(4) 神名もしくは社名（鉤括弧内）、半角スラッシュの後、(5) 出典。
「健磐龍命神」に対する神階奉叙の記録
- 弘仁14年10月22日（823年11月28日）時点 - 従四位下勲五等 「建磐神」/『日本紀略』
- 承和7年4月21日（840年5月25日） - 従四位下勲五等から従四位上勲五等 「健磐竜神」/『続日本後紀』
- 承和10年6月8日（843年7月8日）時点 - 従三位勲五等 「健磐竜命神社」/『続日本後紀』
- 嘉祥3年10月7日（850年11月14日） - 正三位 「健磐竜命神」/『日本文徳天皇実録』
- 仁寿元年10月8日（851年11月4日） - 従二位 「健磐竜命大神」/『日本文徳天皇実録』
- 天安3年1月27日（859年3月5日） - 従二位勲五等から正二位勲五等 「健磐竜命神」/『日本三代実録』
- 貞観6年12月26日（865年1月27日）時点 - 正二位勲五等 「健磐竜命神」/『日本三代実録』
- 貞観9年8月6日（867年9月7日）時点 - 正二位勲五等 「健磐竜命神」/『日本三代実録』

「阿蘇比咩神」に対する神階奉叙の記録
- 仁寿2年1月11日（852年2月4日） - 従四位下 「阿蘇比咩神」/『日本文徳天皇実録』
- 天安3年1月27日（859年3月5日） - 従四位下から従四位上 「阿曽比咩神」/『日本三代実録』
- 貞観元年5月17日（859年6月21日） - 従四位下ママ 官社に列す 「阿蘇比咩神」/『日本三代実録』
- 貞観9年8月6日（867年9月7日）時点 - 正四位下ママ 「姫神」/『日本三代実録』
- 貞観10年閏12月21日（869年1月7日） - 従四位上から正四位下 「阿蘇比咩神」/『日本三代実録』
- 貞観15年4月5日（873年5月5日） - 正四位下から正四位上 「阿蘇比咩神」/『日本三代実録』
- 貞観17年12月27日（876年1月27日） - 正四位上から従三位 「阿蘇比咩神」/『日本三代実録』
- 寛平4年2月20日（892年3月22日）時点 - 従三位（※神名・社名は無し）/『日本紀略』

## 境内

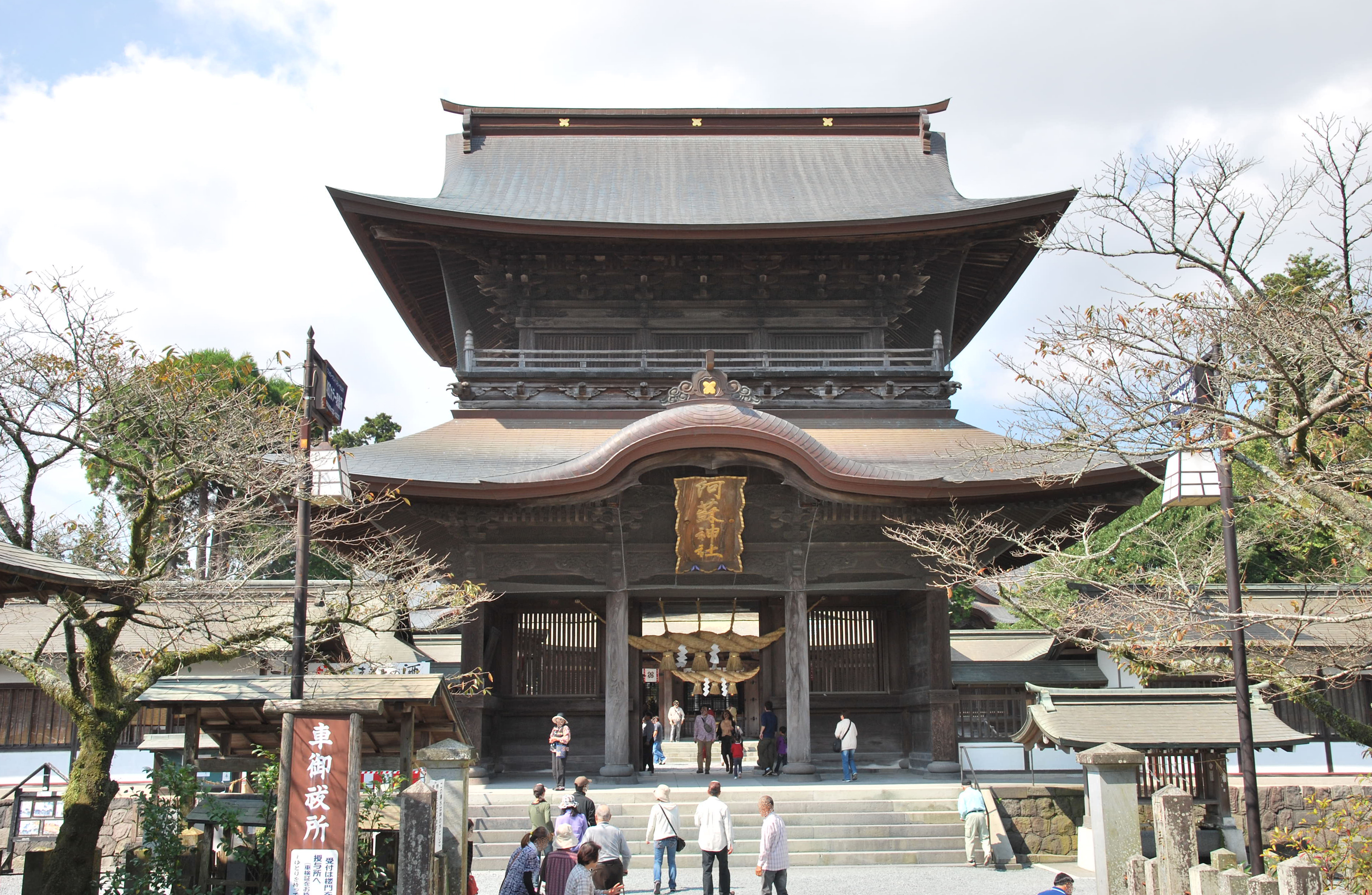
楼門（重要文化財、2012年10月）

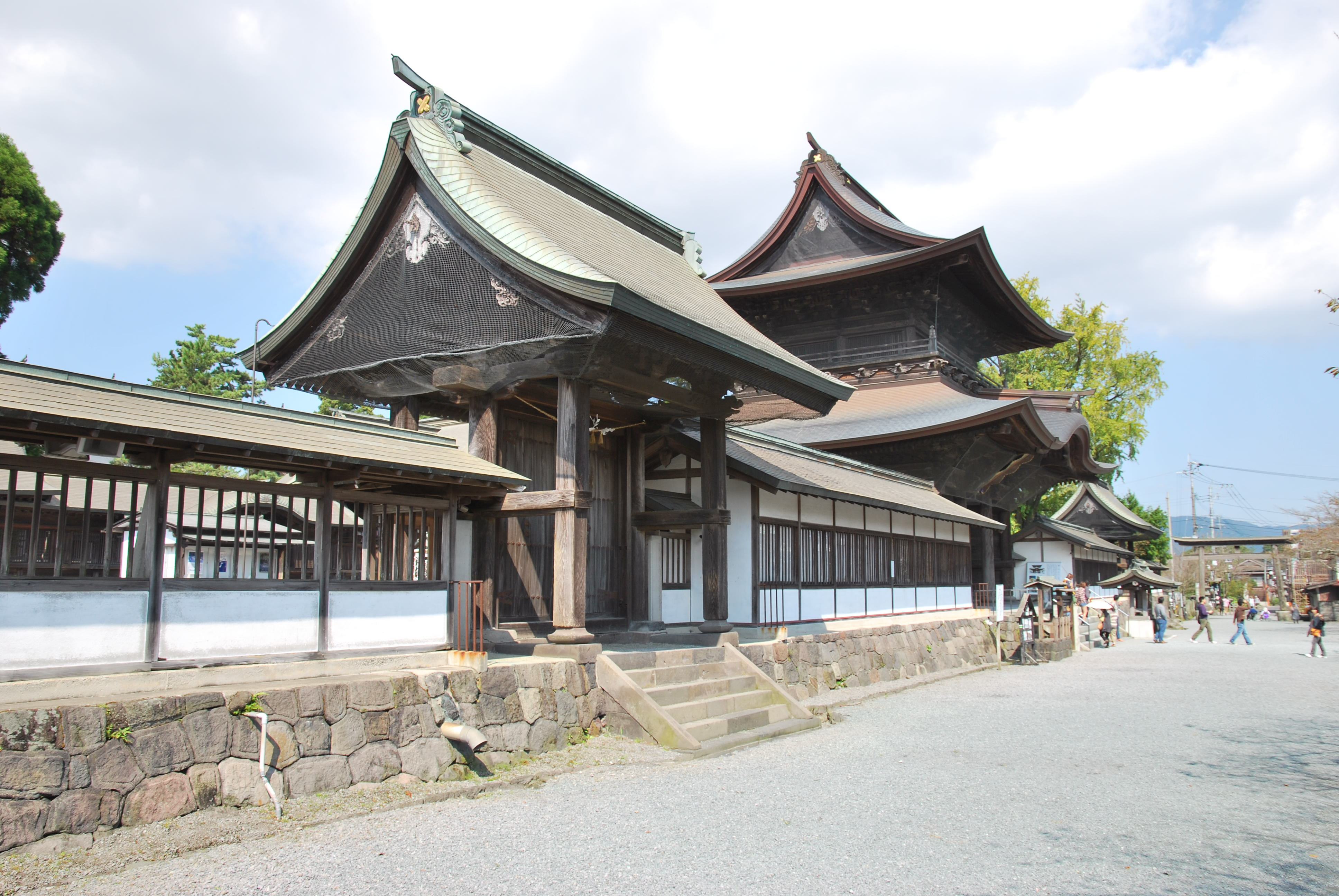
還御門、楼門、御幸門（全て国の重要文化財）と横参道（2012年10月）

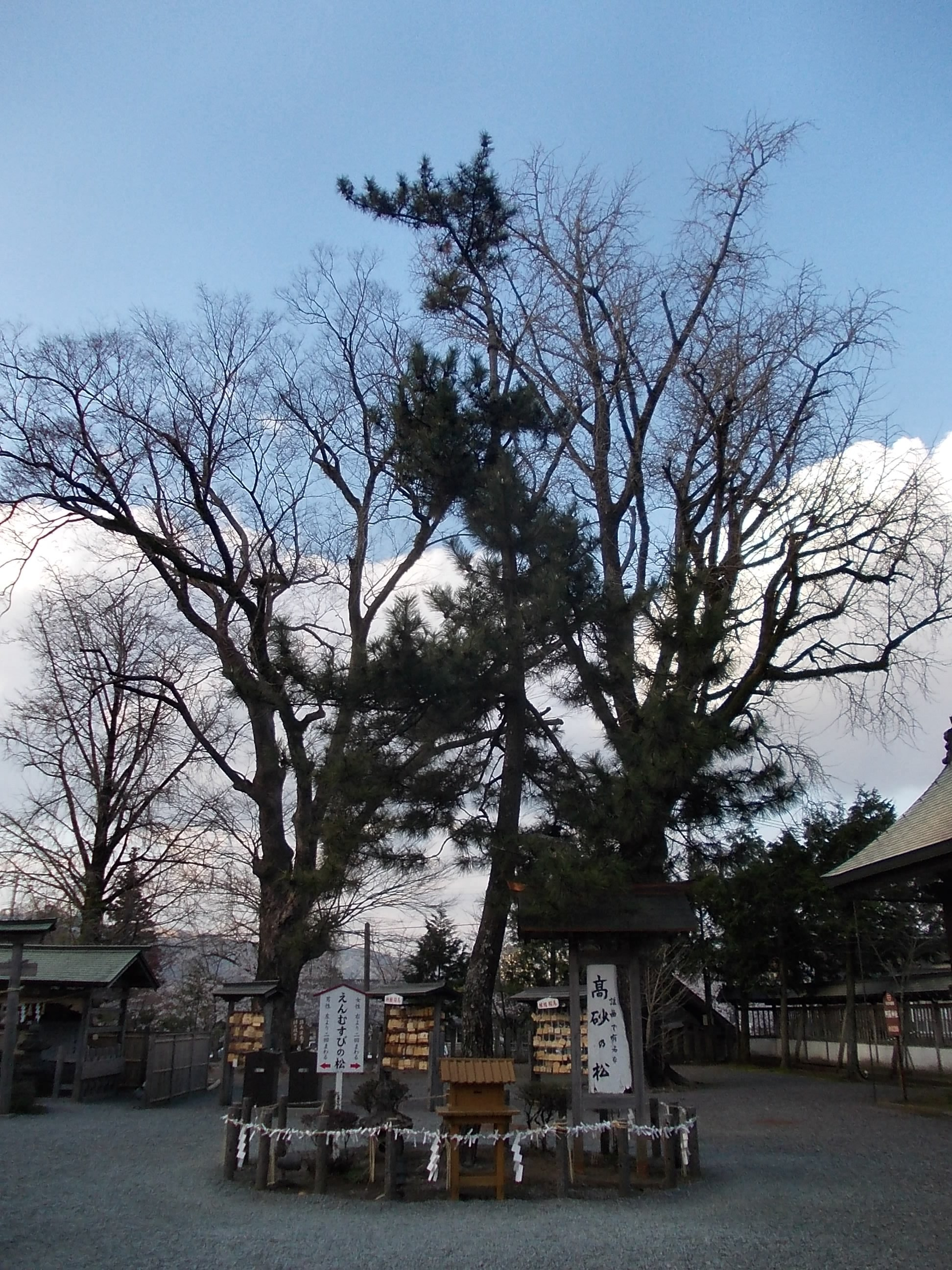
縁結びの松（2013年3月）

東向きに還御門、楼門、御幸門があり、境内には社殿が3棟ある。｢日本三大楼門」に数えられる楼門は、高さが18メートルあり、神社では珍しい仏閣の様式で建てられた二層楼山門式である。
- 願掛け石 - 拝殿の右手、古代より神石として伝承保存されている。時期は不明だが、参拝者たちが石に3回なでてから、願い事を唱えるようになり、近年パワースポットとされている[1]。
- 縁結びの松 - 謡曲「高砂の松」に因んだ、同名の松。男性は左から2回、女性は右から2回まわるとご利益があるとされる[1]。
- 「教育二関スル勅語」の記念碑 - 明治二十三年十月三十日、明治天皇が建立。熊本県出身の第二代内閣法制局長官井上毅と枢密顧問官元田永孚らが起草した教育勅語の記念碑は、阿蘇神社の「せのび石」の隣に建てられている。

## 祭事

### 年間祭事
- 踏歌節会
- 節分祭
- お神楽
- 春の卯の祭
  - 火振り神事 [14][15][9]
  - 御前迎神事
- 風祭り
- 御田植神幸式
- ねむり流し神事
- 秋祭り

### 御田植神幸式
御田植神幸式は「おんだ祭り」とも呼ばれる。この祭りは「ウナリ」という頭に唐櫃を乗せた女性達の姿が印象的といわれる。かつては泥打ち（のろうち）が行われていたが、現在は大筋では変化はない。
前日には「遷座祭」として、4つの神輿に神々が移される。一の神輿には一宮、二の神輿には二宮、三の神輿には男性神（三、五、七、九、十一、十二宮)、四の神輿には女性神（四、六、八、十宮）と阿蘇十二神がすべて神輿に移される。次いで「例祭」として、28日に御田植神幸式が行われる。昼前に出発し、一の仮屋（御旅所）に昼過ぎに到着する。仮屋には神饌が供えられる。祝詞奏上、直会（なおらい）が行われ、酒を飲み食べる。駕与丁（かよちょう）が御田歌を歌ったのち、神輿を担いで回る。その時神職や氏子たちが神輿の屋根をめがけて早苗（未成熟な苗）を投げる。屋根に早苗が多く乗ると豊作になるという。二の仮屋に進み、同じ神事を行ったのち、本社に戻る。式が終わると歌い納めが行われる。そして神職が成就祭を行う。翌29日には再び「遷座祭」として阿蘇十二神が神殿に戻される
。

## 文化財

### 重要文化財（国指定）

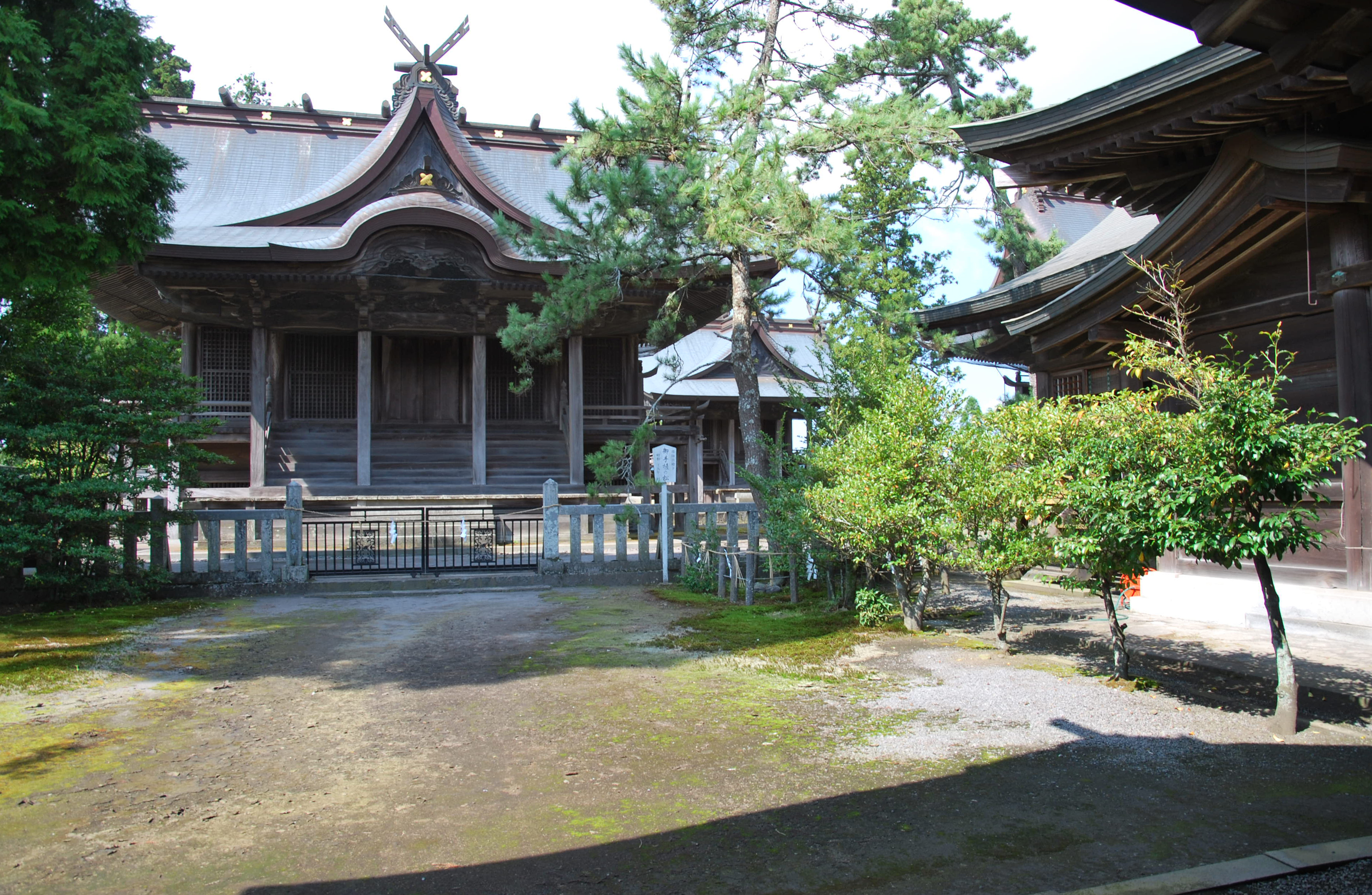
一の神殿（手前）と三の神殿（右奥）（2012年10月）

- 阿蘇神社 6棟（建造物） - 2007年（平成19年）6月18日指定。
  - 一の神殿（附 棟札2枚1組） - 江戸時代末期、天保11年（1840年）造営[17]。
  - 二の神殿 - 江戸時代末期、天保13年（1842年）造営[18]。
  - 三の神殿 - 江戸時代末期、天保14年（1843年）造営[19]。
  - 楼門 - 江戸時代末期、嘉永2年（1849年）造営[20]。
  - 神幸門 - 江戸時代末期、嘉永元年（1848年）造営[21]。
  - 還御門 - 江戸時代末期、嘉永元年（1848年）造営[22]。
- 牡丹造短刀（工芸品） - 1906年（明治39年）指定。第二次世界大戦後、連合軍によって接収された。以後の所在は不明[* 1]。
- 太刀 銘 長光（工芸品） - 1909年（明治42年）指定。同上。

### 重要無形民俗文化財（国指定）
- 阿蘇の農耕祭事 - 1982年（昭和57年）1月14日指定[23]。

### 選択無形民俗文化財（国選択）
- 阿蘇の御田植 - 1970年（昭和45年）6月8日選択[24]。

## 他の阿蘇神社
九州を中心として日本全国に約450の分社がある。また、男成神社・小一領神社・宮原両神社・国造神社なども当社の系統である。
- 阿蘇神社 （東京都羽村市羽加美） - 武蔵阿蘇神社。多摩川サイクリングコース終点に鎮座。
- 阿蘇神社 （岐阜県羽島市小熊町） - 別名「小熊一宮｣・｢小熊本宮｣。
- 健軍神社 （熊本県熊本市東区健軍本町） - 熊本市最古社、旧郷社。
- 宮地神社 （熊本県熊本市南区城南町宮地） - 通称 七所宮。旧郷社。
- 小木阿蘇神社 （熊本県熊本市南区城南町塚原） - 旧郷社。
- 六殿神社 （熊本県熊本市南区富合町） - 旧郷社。楼門が重要文化財に指定されている。
- 若宮神社 （熊本県八代市東陽町南） - 旧郷社。
- 青井阿蘇神社 （熊本県人吉市上青井町） - 旧県社。本殿、廊、幣殿、拝殿、楼門が国宝に指定されている（2016年（平成28年）現在、熊本県下では青井阿蘇神社のみが国宝指定）。
- 豊福阿蘇神社 （熊本県宇城市松橋町） - 旧郷社。
- 小川阿蘇神社 （熊本県宇城市小川町小川） - 旧村社。
- 海東阿蘇神社 （熊本県宇城市小川町西海東） - 旧村社。
- 郡浦神社 （熊本県宇城市三角町） - 旧郷社。肥後国三宮。
- 若宮神社 （熊本県下益城郡美里町馬場） - 旧郷社。
- 穂積阿蘇神社 （熊本県下益城郡美里町三和） - 旧郷社。
- 山森阿蘇神社 （熊本県玉名郡和水町西吉地） - 当神社の子供神楽は、現存する「子供だけで舞続ける芸能」としては世界最古。
- 草部吉見神社 （熊本県阿蘇郡高森町草部） - 旧郷社。日本三大下り宮の一社。
- 甲佐神社 （熊本県上益城郡甲佐町上揚） - 旧郷社。肥後国二宮。
- 男成神社 （熊本県上益城郡山都町男成） - 阿蘇家家督の成人式を行った（男に成る）ことに名前は由来する。阿蘇惟忠が寄進した宝刀が残っている（山都町指定文化財）[25]。
- 小一領神社 （熊本県上益城郡山都町浜町） - 阿蘇氏と密接な関わりがある神社。現在は、パワースポットとして「（同名にかけて）恋一路」神社とも呼ばれ、縁結びの御利益があるというふれこみ。
- 大川阿蘇神社 （熊本県上益城郡山都町大川） - 清和文楽の奉納なども行われる農村舞台は、国指定の文化財である。大川・大平地区を主な氏子として毎年秋9月19日に集落持ち回りの大祭を行う。
- 御釜神社 （熊本県上益城郡山都町鶴ヶ田） - 阿蘇系の歴史ある神社。朝日地区を主な氏子として毎年秋9月29日に集落持ち回りの大祭を行う。

## 矢村社・矢村神社
矢村社（やむらしゃ）・矢村神社（やむらじんじゃ）は、阿蘇神社の主神である健磐龍命や阿蘇氏に関係する神社の一つで、山都町など阿蘇周辺に点在している。
- 矢村神社 （熊本県阿蘇市一の宮町） - 阿蘇神社の北方約2キロメートルのところに小さな社があり、ここを矢村神社と呼んでいる。この社は、手野にあった健磐龍命の本拠地を宮地に移したところ。矢を射て場所を決めた逸話は、山都町にある矢村社と類似している。
- 高森阿蘇神社 （熊本県阿蘇郡高森町高森） - 矢村社又は矢村大明神と称し、高森阿蘇神社の名は、明治以降に使用されはじめたものである。
- 矢村社 （熊本県上益城郡山都町城平） - 矢村神社。浜の館に鎮座。矢部高校隣接。阿蘇氏と密接な関わりがある神社で、阿蘇氏が矢部郷にて居城（居館）を作る際に矢を放ち、落ちた場所に建てたもの。現在は、弓矢の神様として祀られている。

## 現地情報
所在地
- 熊本県阿蘇市一の宮町宮地3083-1

交通アクセス
- 鉄道
  - 九州旅客鉄道豊肥本線宮地駅から徒歩約18分（1.4キロメートル）
  - 宮地駅より九州産交バス阿蘇医療センター行きおよび宮地循環阿蘇駅前行きに乗車し「阿蘇神社前」下車徒歩3分（280メートル）
  - 阿蘇駅より九州産交バス内牧循環阿蘇駅前行きおよび宮地循環阿蘇駅前行きに乗車し「阿蘇神社前」下車徒歩3分（280メートル）

※循環バスは宮地駅からでも乗車可能であるが、内牧循環阿蘇駅前行きは既に「阿蘇神社前」を通過済みのため、この便に乗っても阿蘇神社には行けない。
- 自家用車
  - 九州自動車道熊本インターチェンジから39キロメートル

## 関連図書
- 安津素彦・梅田義彦 編 監修『神道辞典』神社新報社、1968、新版1990
- 白井永二・土岐昌訓 編『神社辞典』東京堂出版、1979、新版1997
- 鈴木喬『熊本の神社と寺院』熊本日日新聞社、1980
- 高木盛義『くまもと史跡散歩』熊本新評社、1982
- 『熊本県大百科事典』熊本日日新聞社編、1982
- 阿蘇惟之編 『阿蘇神社』学生社、2007 - 編者は第91代宮司
- 島村史孝『阿蘇惟之さんの聞き書き 火の国　水の国』西日本新聞社、2010